# Zillur Rahman
Mohammed Zillur Rahman (9. marts 1929 - 20. marts 2013) var en bangladeshisk politiker, der var Bangladesh's 19. præsident fra 2009 til sin død i 2013.
Han var seniorpresidium-medlem af Awami League, og havde en mastergrad i historie fra Universitetet i Dhaka. Han blev udpeget til præsident 11. februar 2009 af en valgkommision, da han var den eneste, der stillede op til præsidentvalget. Han døde den 20. marts 2013 i Singapore.